# Lithacodia gracilior
Lithacodia gracilior là một loài bướm đêm trong họ Noctuidae.